# Virginia Slims of Philadelphia 1994
Virginia Slims of Philadelphia 1994 — жіночий тенісний турнір, що проходив на закритих кортах з килимовим покриттям Філадельфійського громадського центру у Філадельфії (штат Пенсільванія, США). Належав до турнірів 1-ї категорії в рамках Туру WTA 1994. Відбувсь удванадцяте і тривав з 7 до 13 листопада 1994 року. Шоста сіяна Анке Губер здобула титул в одиночному розряді й отримала 150 тис. доларів США.
Цей турнір примітний участю Дженніфер Капріаті, яка повернулася до професійних виступів після 14-місячної перерви. Свій попередній матч вона зіграла в рамках Відкритого чемпіонату США 1993, де поступилась Лейлі Месхі. Це був її єдиний турнір Капріаті за 1994 рік. У першому колі вона поступилася майбутній переможниці Анке Губер.

## Фінальна частина

### Одиночний розряд
Анке Губер —  Марі П'єрс 6–0, 6–7(4–7), 7–5
- Для Губер це був 3-й титул в одиночному розряді за сезон і 6-й — за кар'єру.

### Парний розряд
Джиджі Фернандес /  Наташа Звєрєва —  Габріела Сабатіні /  Бренда Шульц 4–6, 6–4, 6–2